# Himantura marginata
Himantura marginata és una espècie de peix pertanyent a la família dels dasiàtids.

## Descripció
- Pot arribar a fer 179 cm de llargària màxima.[3][4]

## Reproducció
És ovovivípar.

## Hàbitat
És un peix d'aigua marina i salabrosa, bentopelàgic, amfídrom i de clima tropical, el qual viu en aigües costaneres i estuaris.

## Distribució geogràfica
Es troba a l'Índic: l'Índia, Myanmar i Sri Lanka.

## Observacions
És inofensiu per als humans.